# Área de Proteção Ambiental da Serra de Baturité
A Área de Proteção Ambiental da Serra de Baturité criado pelo Decreto Estadual nº 20.956, de 18 de Setembro de 1990, é uma Unidade de Conservação que abrange parte da Serra de Baturité. Está localizado na mesorregião do Norte Cearense, incluindo áreas dos municípios de Palmácia, Pacoti, Guaramiranga, Mulungu, Baturité, Redenção, Capistrano e Aratuba. A APA da Serra de Baturité é a primeira e mais extensa criada no Ceará.

## História

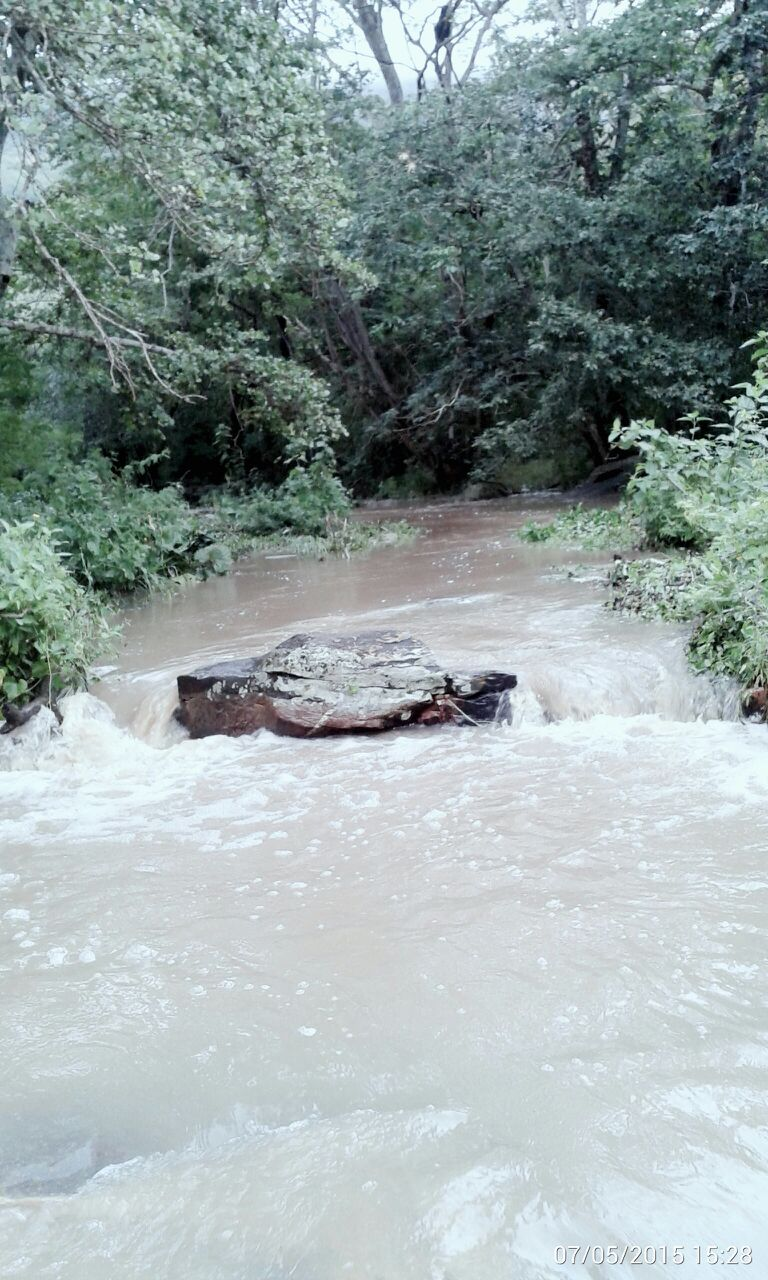
Pequeno riacho em Palmácia

A Área de Proteção Ambiental da Serra de Baturité foi criada através de decreto pelo então governador cearense Tasso Ribeiro Jereissati, com o objetivo de preservar o ecossistema da região.

## Biodiversidade
- Fauna: bugio, veado-mateiro, preguiça, serelepe (ou caxinguelê), quati, jararaca, coral, suçuarana
- Flora: samambaia-açu ou xaxim, hoje espécie ameaçada devido à exploração desenfreada. Árvore muito antiga, contemporânea dos dinossauros, figueira, que apresenta mais de 5000 espécies em todo o mundo, principalmente em climas tropicais. Devido à força de suas raízes, não aconselha-se plantá-la perto de edificações, com a certeza de trincas e rachaduras nas paredes, jacarandá-paulista, canela-incenso, embaúba, tapiá-mirim (árvore habitante principalmente de morros e montanhas, e sua madeira é muito utilizada na indústria madeireira), pau-jacaré, palmito-doce (ou içara ou palmeira, nativa da Mata Atlântica), açoita-cavalo, pasto-d'anta, cedro-rosa, bambu, araucária, helicônia, jequitibá-branco, vassourão-branco (ou vernonia), philodendros, cabreúva, pata-de-vaca (nome dado devido ao formato de suas folhas, circulares achatado), e bromélias, originária das Américas, de florestas tropicais, apresenta mais de 200 espécies, e o gênero ananas é utilizado para produção de batatas e morangos.